# Manuel Elices Calafat
Manuel Elices Calafat (Maó, Menorca, 2 d'abril de 1938) és un enginyer i físic menorquí, professor universitari de Ciència dels Materials en la Universitat Politècnica de Madrid.

## Biografia
Fill d'un militar madrileny i una menorquina, és enginyer de camins, canals i ports per la Universitat Politècnica de Madrid i llicenciat en Ciències Físiques per la Universitat Complutense el 1966. També es va doctorar en Enginyeria de Camins.
Ocupa el càrrec de catedràtic de Ciència dels Materials a la Universitat Politècnica de Madrid (UPM) i també és professor visitant en diverses universitats europees, dels Estats Units i d'Amèrica Llatina. Ha estat sotsdirector de l'Escola d'Enginyers de Camins i impulsor de la nova titulació d'Enginyeria de Materials a la Universitat Politècnica de Madrid. També ha ocupat els càrrecs de vicerector de la UPM, i coordinador de l'Àrea de Materials en la Comissió Assessora d'Investigació Científica i Tècnica (CAICYT).
Ha estat assessor del Consell de Seguretat Nuclear, del Centre per al Desenvolupament Tecnològic i Industrial (CDTI), de diversos ministeris del govern d'Espanya i de la Comunitat de Madrid.

## Publicacions
És autor de nombroses publicacions científiques: més de tres-cents articles a revistes científiques internacionals, així com llibres i capítols de llibres. És editor associat en diverses publicacions internacionals de la seva especialitat.
Entre les seves aficions destaca el busseig i la fotografia subaquàtica, i és autor de les imatges del volum sobre Peixos, (tom V, Vol. 1 i 2) de l'Enciclopèdia de Menorca, treballs publicats en 2002 i 2005 amb Lluís Cardona Pascual, autor del text.

## Societats científiques
És membre numerari de diverses societats científiques: la Reial Acadèmia de Ciències Exactes, Físiques i Naturals des de 1994, la Reial Acadèmia d'Enginyeria d'Espanya y la Academia Europaea. És l'únic membre espanyol de la National Academy of Engineering dels Estats Units d'Amèrica. També és membre del patronat de la Fundació IMDEA Materiales.
És un dels fundadors del Grup Espanyol de Mecànica de la Fractura, i membre del Consell Europeu de Fractura. Cofundador de l'associació internacional Fracture Mechanics of Concrete Structures.

## Premis i distincions
És doctor Honoris causa per la universitat de Navarra i la universitat Carlos III de Madrid (1995). L'any 2005 va rebre la Medalla de la Reial Societat Espanyola de Física.
El 1998 va rebre el Premi Ramon Llull en reconeixement de la seva trajectòria com a enginyer de materials i a la seva contribució eminent al progrés d'aquesta ciència. El 2001 va rebre el Premi Mongofre de la Fundació Rubió i Tudurí. També ha rebut el Premi Nacional Leonardo Torres Quevedo, la medalla Bengough de la Metals Society, la medalla de l'Associació Espanyola del Formigó Pretesat, la medalla de la Reial Societat Espanyola de Física, el premi Du Pont en Ciència de Materials i és posseïdor de la Creu del Mèrit Naval i la Creu del Mèrit Militar.
En 2011 va rebre el Premi Nacional d'Enginyeria Civil en reconeixement de la seva carrera professional i per les seves recerques sobre el comportament mecànic de formigons i acers, la mecànica de la fractura i la seguretat estructural i, més recentment, sobre materials biològics i biomaterials.